# Braunschweig Open
Il Braunschweig Open, conosciuto per motivi di sponsorizzazione come Brawo Open e in precedenza Sparkassen Open e Nord LB Open, è un torneo professionistico di tennis giocato su terra rossa, che fa parte dell'ATP Challenger Tour. Si gioca annualmente al Braunschweiger Tennis und Hockey Club di Braunschweig in Germania dal 1994.
Il torneo viene proposto dagli organizzatori come una festa, associato a concerti musicali e a oltre 50 attività di ristorazione ed espositive organizzate esclusivamente per questo evento. I tennisti ATP e gli appassionati di tennis gli hanno assegnato il premio di miglior torneo Challenger dell'anno nel 2014, anno in cui tale premio fu assegnato per la prima volta in assoluto, e nel 2015, 2016, 2017 e 2019.
Tre tennisti hanno vinto il torneo 3 volte Óscar Hernández nel singolare, Jens Knippschild e Tomas Behrend nel doppio. Ma solo Jan-Lennard Struff ha vinto contemporaneamente il singolare e il doppio, nel 2022.

## Albo d'oro

### Singolare
| Anno | Campione                              | Finalista                             | Punteggio                             |
| ---- | ------------------------------------- | ------------------------------------- | ------------------------------------- |
| 2025 | Mariano Navone                        | Juan Manuel Cerúndolo                 | 6–3, 7–5                              |
| 2024 | Roberto Carballés Baena               | Botic van de Zandschulp               | 6–1, 6–3                              |
| 2023 | Franco Agamenone                      | Pavel Kotov                           | 7–5, 6–3                              |
| 2022 | Jan-Lennard Struff                    | Maximilian Marterer                   | 6–2, 6–2                              |
| 2021 | Daniel Altmaier                       | Henri Laaksonen                       | 6–1, 6–2                              |
| 2020 | Annullato per pandemia di coronavirus | Annullato per pandemia di coronavirus | Annullato per pandemia di coronavirus |
| 2019 | Thiago Monteiro                       | Tobias Kamke                          | 7–6(6), 6–1                           |
| 2018 | Yannick Hanfmann                      | Jozef Kovalík                         | 6–2, 3–6, 6–3                         |
| 2017 | Nicola Kuhn                           | Viktor Galović                        | 2–6, 7–5, 4–2 rit.                    |
| 2016 | Thomaz Bellucci (2)                   | Íñigo Cervantes                       | 6–1, 1–6, 6–3                         |
| 2015 | Filip Krajinović                      | Paul-Henri Mathieu                    | 6–2, 6–4                              |
| 2014 | Alexander Zverev                      | Paul-Henri Mathieu                    | 1–6, 6–1, 6–4                         |
| 2013 | Florian Mayer                         | Jiří Veselý                           | 4–6, 6–2, 6–1                         |
| 2012 | Thomaz Bellucci (1)                   | Tobias Kamke                          | 7–6(4), 6–3                           |
| 2011 | Lukáš Rosol                           | Evgenij Donskoj                       | 7–5, 7–6(2)                           |
| 2010 | Michail Kukuškin                      | Marcos Daniel                         | 6–2, 3–0 rit.                         |
| 2009 | Óscar Hernández (3)                   | Tejmuraz Gabašvili                    | 6–1, 3–6, 6–4                         |
| 2008 | Nicolas Devilder                      | Sergio Roitman                        | 6–4, 6–4                              |
| 2007 | Óscar Hernández (2)                   | Florian Mayer                         | 6–2, 1–6, 6–1                         |
| 2006 | Jan Hájek                             | Fernando Vicente                      | 6–1, 6–3                              |
| 2005 | Óscar Hernández (1)                   | Nicolás Lapentti                      | 6–3, 6–3                              |
| 2004 | Tomáš Berdych                         | Daniel Elsner                         | 4–6, 6–1, 6–4                         |
| 2003 | Werner Eschauer                       | Igor' Andreev                         | 6–1, 7–6(2)                           |
| 2002 | David Sánchez                         | José Acasuso                          | 5–1 rit.                              |
| 2001 | Andrea Gaudenzi                       | Younes El Aynaoui                     | 3–6, 7–6(5), 6–4                      |
| 2000 | Gastón Gaudio                         | Franco Squillari                      | 6–4, 6(2)–7, 6–4                      |
| 1999 | Jens Knippschild                      | Franco Squillari                      | 7–5, 7–6(6)                           |
| 1998 | Franco Squillari                      | Lucas Arnold Ker                      | 6–2, 4–6, 6–1                         |
| 1997 | Francisco Roig                        | Félix Mantilla                        | 6–2, 2–6, 6–2                         |
| 1996 | Alberto Berasategui                   | József Krocskó                        | 6–2, 6–2                              |
| 1995 | Magnus Gustafsson                     | Stefano Pescosolido                   | 4–6, 6–0, 7–6                         |
| 1994 | Gilbert Schaller                      | Javier Sánchez Vicario                | 6–4, 3–6, 6–3                         |

### Doppio
| Anno | Campioni                                  | Finalisti                               | Punteggio                             |
| ---- | ----------------------------------------- | --------------------------------------- | ------------------------------------- |
| 2025 | Vasil Kirkov Bart Stevens                 | Alexander Merino Christoph Negritu      | 6–2, 6–3                              |
| 2024 | Sander Arends Robin Haase                 | Sriram Balaji Gonzalo Escobar           | 4–6, 6–4, [10–8]                      |
| 2023 | Pierre-Hugues Herbert Arthur Reymond      | Rithvik Choudary Bollipalli Arjun Kadhe | 7–6(7), 6–4                           |
| 2022 | Marcelo Demoliner Jan-Lennard Struff      | Roman Jebavý Adam Pavlásek              | 6–4, 7–5                              |
| 2021 | Szymon Walków Jan Zieliński               | Ivan Sabanov Matej Sabanov              | 4–6, 6–4, [10–4]                      |
| 2020 | Annullato per pandemia di coronavirus     | Annullato per pandemia di coronavirus   | Annullato per pandemia di coronavirus |
| 2019 | Simone Bolelli Guillermo Durán            | Nathaniel Lammons Antonio Šančić        | 6–3, 6–2                              |
| 2018 | Santiago González Wesley Koolhof          | Sriram Balaji Vishnu Vardhan            | 6–3, 6–3                              |
| 2017 | Julian Knowle Igor Zelenay (2)            | Kevin Krawietz Gero Kretschmer          | 6–3, 7–6(3)                           |
| 2016 | James Cerretani Philipp Oswald            | Mateusz Kowalczyk Antonio Šančić        | 4–6, 7–6(5), [10–2]                   |
| 2015 | Sergey Betov Michail Elgin                | Damir Džumhur Franko Škugor             | 3–6, 6–1, [10–5]                      |
| 2014 | Andreas Siljeström Igor Zelenay (1)       | Rameez Junaid Michal Mertiňák           | 7–5, 6–4                              |
| 2013 | Tomasz Bednarek (2) Mateusz Kowalczyk (2) | Andreas Siljeström Igor Zelenay         | 6–2, 7–6(4)                           |
| 2012 | Tomasz Bednarek (1) Mateusz Kowalczyk (1) | Harri Heliövaara Denys Molčanov         | 7–5, 6(1)–7, [10–8]                   |
| 2011 | Martin Emmrich Andreas Siljeström         | Olivier Charroin Stéphane Robert        | 0–6, 6–4, [10–7]                      |
| 2010 | Leonardo Tavares Simone Vagnozzi          | Igor' Kunicyn Jurij Ščukin              | 7–5, 7–6(4)                           |
| 2009 | Johan Brunström Jean-Julien Rojer         | Brian Dabul Nicolás Massú               | 7–6(2), 6–4                           |
| 2008 | Marco Crugnola Óscar Hernández            | Werner Eschauer Philipp Oswald          | 7–6(4), 6–2                           |
| 2007 | Tomas Behrend (3) Christopher Kas (2)     | Óscar Hernández Carlos Poch-Gradin      | 6–0, 6–2                              |
| 2006 | Tomas Behrend (2) Christopher Kas (1)     | Máximo González Sergio Roitman          | 7–6(5), 6–4                           |
| 2005 | Enzo Artoni Álex López Morón              | Massimo Bertolini Tom Vanhoudt          | 5–7, 6–4, 7–6(12)                     |
| 2004 | Tomas Behrend (1) Emilio Benfele Álvarez  | Jaroslav Levinský David Škoch           | 6–2, 6(3)–7, 7–6(10)                  |
| 2003 | Sebastián Prieto Jim Thomas               | Juan Ignacio Carrasco Albert Montañés   | 4–6, 6–1, 6–4                         |
| 2002 | Mariano Hood Luis Horna                   | František Čermák Petr Luxa              | 3–6, 6–3, 6–1                         |
| 2001 | Karsten Braasch (2) Jens Knippschild (3)  | Feliciano López Francisco Roig          | 6–1, 6–1                              |
| 2000 | Jens Knippschild (2) Jeff Tarango         | Álex López Morón Albert Portas          | 6–2, 6–2                              |
| 1999 | Albert Portas Germán Puentes              | Tomás Carbonell Nebojsa Bjordjevic      | 6–4, 6(3)–7, 6–3                      |
| 1998 | Tomás Carbonell Francisco Roig            | Joan Balcells Emanuel Couto             | 6–2, 7–6                              |
| 1997 | Brandon Coupe Paul Rosner                 | Nebojsa Bjordjevic Óscar Ortiz          | 6–4, 6–3                              |
| 1996 | Karsten Braasch (2) Jens Knippschild (1)  | Cristian Brandi Filippo Messori         | 6–3, 6–4                              |
| 1995 | Nicklas Kulti Mikael Tillström            | Bill Behrens Brendan Curry              | 7–6, 6–4                              |
| 1994 | Horacio de la Peña Emilio Sánchez Vicario | Gábor Köves László Markovits            | 6–4, 7–6                              |